# Filatima abactella
Filatima abactella là một loài bướm đêm thuộc họ Gelechiidae. Loài này được ghi nhận tại Alberta, British Columbia, New Brunswick, New Mexico, Ontario, Québec và Wyoming.